# Vučika
Vučika  (lupina; lat. Lupinus), rod jednogodišnjeg raslinja, trajnica i poluzimzelenih grmova iz porodice mahunarki, dio podtribusa Aveninae. 
Na popisu je 577 vrsta iz obje Amerike, Mediterana i dijelova Afrike. U Hrvatskoj raste 7 bijela vučika (Lupinus albus), uskolisna vučika (Lupinus angustifolius), žuta vučika (Lupinus luteus),  rutava vučika (Lupinus micranthus), višegodišnja vučika (Lupinus perennis), mnogolisna vučika (Lupinus polyphyllus) i raznolika vučika (Lupinus varius).

## Vrste
1. Lupinus aberrans C.P.Sm.
2. Lupinus acopalcus C.P.Sm.
3. Lupinus adinoanthus C.P.Sm.
4. Lupinus adsurgens Drew
5. Lupinus affinis J.Agardh
6. Lupinus agardhianus A.Heller
7. Lupinus alaimandus C.P.Sm.
8. Lupinus alaristatus C.P.Sm.
9. Lupinus albert-smithianus C.P.Sm.
10. Lupinus albescens Hook. & Arn.
11. Lupinus albicaulis Douglas
12. Lupinus albifrons Benth.
13. Lupinus albosericeus C.P.Sm.
14. Lupinus albus L.
15. Lupinus aliamandus C.P.Sm.
16. Lupinus alibicolor C.P.Sm.
17. Lupinus alinanus C.P.Sm.
18. Lupinus alipatulus C.P.Sm.
19. Lupinus alirevolutus C.P.Sm.
20. Lupinus allargyreius C.P.Sm.
21. Lupinus alopecuroides Desr.
22. Lupinus alpicola L.F.Hend. ex Piper
23. Lupinus altimontanus C.P.Sm.
24. Lupinus altiplani C.P.Sm.
25. Lupinus alveorum C.P.Sm.
26. Lupinus amabayensis C.P.Sm.
27. Lupinus amandus C.P.Sm.
28. Lupinus amboensis C.P.Sm.
29. Lupinus ammophilus E.H.Graham
30. Lupinus amnis-otuni C.P.Sm.
31. Lupinus ampaiensis C.P.Sm.
32. Lupinus amphibius Suksd.
33. Lupinus ananeanus Ulbr.
34. Lupinus anatolicus W. & W.K.Swiecicki
35. Lupinus andersonii S.Watson
36. Lupinus andicola Gillies ex Hook. & Arn.
37. Lupinus andinus Rose ex J.F.Macbr.
38. Lupinus angustiflorus Eastw.
39. Lupinus angustifolius L.
40. Lupinus antensis C.P.Sm.
41. Lupinus antoninus Eastw.
42. Lupinus apertus A.Heller
43. Lupinus appositus C.P.Sm.
44. Lupinus aralloius C.P.Sm.
45. Lupinus arboreus Sims
46. Lupinus arbustus Douglas ex Lindl.
47. Lupinus archeranus C.P.Sm.
48. Lupinus arcticus S.Watson
49. Lupinus arenarius Gardner
50. Lupinus arequipensis C.P.Sm.
51. Lupinus argenteus Pursh
52. Lupinus argyrocalyx C.P.Sm.
53. Lupinus aridulus C.P.Sm.
54. Lupinus aridus Douglas
55. Lupinus ariste-josephi C.P.Sm.
56. Lupinus arizelus C.P.Sm.
57. Lupinus arizonicus (S.Watson) S.Watson
58. Lupinus arvensis Benth.
59. Lupinus asa-grayanus C.P.Sm.
60. Lupinus aschenbornii S.Schauer
61. Lupinus asplundianus C.P.Sm.
62. Lupinus asymbepus C.P.Sm.
63. Lupinus atlanticus Gladst.
64. Lupinus atropurpureus C.P.Sm.
65. Lupinus aureonitens Gillies ex Hook. & Arn.
66. Lupinus austrobicolor C.P.Sm.
67. Lupinus austrohumifusus C.P.Sm.
68. Lupinus austrorientalis C.P.Sm.
69. Lupinus austrosericeus C.P.Sm.
70. Lupinus bakeri Greene
71. Lupinus ballianus C.P.Sm.
72. Lupinus bandelierae C.P.Sm.
73. Lupinus bangii Rusby
74. Lupinus barbatilabius C.P.Sm.
75. Lupinus barbiger S.Watson
76. Lupinus barkeri Lindl.
77. Lupinus bartlettianus C.P.Sm.
78. Lupinus benthamii A.Heller
79. Lupinus bicolor Lindl.
80. Lupinus bi-inclinatus C.P.Sm.
81. Lupinus bingenensis Suksd.
82. Lupinus bogotensis Benth.
83. Lupinus bolivianus Rusby ex C.P.Sm.
84. Lupinus bombycinocarpus C.P.Sm.
85. Lupinus boyacensis C.P.Sm.
86. Lupinus brachypremnon C.P.Sm.
87. Lupinus bracteolaris Desr.
88. Lupinus brevecuneus C.P.Sm.
89. Lupinus brevicaulis S.Watson
90. Lupinus brevior (Jeps.) Christian & D.B.Dunn
91. Lupinus breviscapus Ulbr.
92. Lupinus breweri A.Gray
93. Lupinus bryoides C.P.Sm.
94. Lupinus buchtienii Rusby
95. Lupinus burkartianus C.P.Sm.
96. Lupinus burkei S.Watson
97. Lupinus caballoanus B.L.Turner
98. Lupinus cachupatensis C.P.Sm.
99. Lupinus cacuminis Standl.
100. Lupinus caespitosus Nutt.
101. Lupinus calcensis C.P.Sm.
102. Lupinus caldasensis C.P.Sm.
103. Lupinus camiloanus C.P.Sm.
104. Lupinus campestris Cham. & Schltdl.
105. Lupinus carazensis Ulbr.
106. Lupinus carchiensis C.P.Sm.
107. Lupinus cardenasianus C.P.Sm.
108. Lupinus carhuamayus C.P.Sm.
109. Lupinus carlos-ochoae C.P.Sm.
110. Lupinus carpapaticus C.P.Sm.
111. Lupinus carrikeri C.P.Sm.
112. Lupinus caucensis C.P.Sm.
113. Lupinus caudatus Kellogg
114. Lupinus cavicaulis C.P.Sm.
115. Lupinus celsimontanus C.P.Sm.
116. Lupinus cervinus Kellogg
117. Lupinus cesaranus C.P.Sm.
118. Lupinus cesar-vargasii C.P.Sm.
119. Lupinus chachas Ochoa ex C.P.Sm.
120. Lupinus chamissonis Eschsch.
121. Lupinus chavanillensis (J.F.Macbr.) C.P.Sm.
122. Lupinus chiapensis Rose
123. Lupinus chihuahuensis S.Watson
124. Lupinus chipaquensis C.P.Sm.
125. Lupinus chlorolepis C.P.Sm.
126. Lupinus chocontensis C.P.Sm.
127. Lupinus chongos-bajous C.P.Sm.
128. Lupinus chrysanthus Ulbr.
129. Lupinus chrysocalyx C.P.Sm.
130. Lupinus chumbivilcensis C.P.Sm.
131. Lupinus citrinus Kellogg
132. Lupinus clarkei Oerst.
133. Lupinus cochapatensis C.P.Sm.
134. Lupinus colcabambensis C.P.Sm.
135. Lupinus colombiensis C.P.Sm.
136. Lupinus compactiflorus Rose
137. Lupinus comptus Mart. ex Benth.
138. Lupinus concinnus J.Agardh
139. Lupinus condensiflorus C.P.Sm.
140. Lupinus confertus Kellogg
141. Lupinus congdonii (C.P.Sm.) D.B.Dunn
142. Lupinus conicus C.P.Sm.
143. Lupinus constancei T.W.Nelson & J.P.Nelson
144. Lupinus convencionensis C.P.Sm.
145. Lupinus cookianus C.P.Sm.
146. Lupinus coriaceus Benth.
147. Lupinus corilazensis Vargas ex C.P.Sm.
148. Lupinus cosentinii Guss.
149. Lupinus costaricensis D.B.Dunn
150. Lupinus cotopaxiensis C.P.Sm.
151. Lupinus couthouyanus C.P.Sm.
152. Lupinus covillei Greene
153. Lupinus croceus Eastw.
154. Lupinus crotalarioides Mart. ex Benth.
155. Lupinus crucis-viridis C.P.Sm.
156. Lupinus cuatrecasasii C.P.Sm.
157. Lupinus culbertsonii Greene
158. Lupinus cumulicola Small
159. Lupinus cusickii S.Watson
160. Lupinus cuspidatus Rusby
161. Lupinus cuzcensis C.P.Sm.
162. Lupinus cymboides C.P.Sm.
163. Lupinus dalesae Eastw.
164. Lupinus decaschistus C.P.Sm.
165. Lupinus decemplex C.P.Sm.
166. Lupinus decurrens Gardner
167. Lupinus delicatulus Sprague & L.Riley
168. Lupinus densiflorus Benth.
169. Lupinus depressus Rydb.
170. Lupinus diasemus C.P.Sm.
171. Lupinus diehlii M.E.Jones
172. Lupinus diffusus Nutt.
173. Lupinus digitatus Forssk.
174. Lupinus disjunctus C.P.Sm.
175. Lupinus dissimulans C.P.Sm.
176. Lupinus dorae C.P.Sm.
177. Lupinus dotatus C.P.Sm.
178. Lupinus durangensis C.P.Sm.
179. Lupinus duranii Eastw.
180. Lupinus dusenianus C.P.Sm.
181. Lupinus eanophyllus C.P.Sm.
182. Lupinus edysomatus C.P.Sm.
183. Lupinus egens C.P.Sm.
184. Lupinus elaphoglossum Barneby
185. Lupinus elatus I.M.Johnst.
186. Lupinus elegans Kunth
187. Lupinus ellsworthianus C.P.Sm.
188. Lupinus elmeri Greene
189. Lupinus eramosus C.P.Sm.
190. Lupinus erectifolius C.P.Sm.
191. Lupinus eremonomus C.P.Sm.
192. Lupinus eriocladus Ulbr.
193. Lupinus ermineus S.Watson
194. Lupinus espinarensis C.P.Sm.
195. Lupinus evermannii Rydb.
196. Lupinus exaltatus Zucc.
197. Lupinus excubitus M.E.Jones
198. Lupinus exochus C.P.Sm.
199. Lupinus expetendus C.P.Sm.
200. Lupinus extrarius C.P.Sm.
201. Lupinus falsomutabilis C.P.Sm.
202. Lupinus falsoprostratus C.P.Sm.
203. Lupinus falsorevolutus C.P.Sm.
204. Lupinus famelicus C.P.Sm.
205. Lupinus fiebrigianus Ulbr.
206. Lupinus fieldii Rose ex J.F.Macbr.
207. Lupinus filicaulis C.P.Sm.
208. Lupinus fissicalyx A.Heller
209. Lupinus flavoculatus A.Heller
210. Lupinus foliolosus Benth.
211. Lupinus formosus Greene
212. Lupinus francis-whittieri C.P.Sm.
213. Lupinus fratrum C.P.Sm.
214. Lupinus fulcratus Greene
215. Lupinus gachetensis C.P.Sm.
216. Lupinus garfieldensis C.P.Sm.
217. Lupinus gaudichaudianus C.P.Sm.
218. Lupinus gayanus C.P.Sm.
219. Lupinus gentryanus C.P.Sm.
220. Lupinus gibertianus C.P.Sm.
221. Lupinus giganteus Rose
222. Lupinus gilbertianus C.P.Sm.
223. Lupinus goodspeedii J.F.Macbr.
224. Lupinus gormanii Piper
225. Lupinus gracilentus Greene
226. Lupinus grauensis C.P.Sm.
227. Lupinus grayi (S.Watson) S.Watson
228. Lupinus gredensis Gand.
229. Lupinus guadalupensis Greene
230. Lupinus guaraniticus (Hassl.) C.P.Sm.
231. Lupinus guascensis C.P.Sm.
232. Lupinus guggenheimianus Rusby
233. Lupinus gussoneanus J.Agardh
234. Lupinus hamaticalyx C.P.Sm.
235. Lupinus haughtianus C.P.Sm.
236. Lupinus hautcarazensis C.P.Sm.
237. Lupinus havardii S.Watson
238. Lupinus hazenanus C.P.Sm.
239. Lupinus herreranus C.P.Sm.
240. Lupinus herzogii Ulbr.
241. Lupinus hieronymi C.P.Sm.
242. Lupinus hillii Greene
243. Lupinus hinkleyorum C.P.Sm.
244. Lupinus hintonii C.P.Sm.
245. Lupinus hintoniorum B.L.Turner
246. Lupinus hirsutissimus Benth.
247. Lupinus hispanicus Boiss. & Reut.
248. Lupinus holmgrenanus C.P.Sm.
249. Lupinus holosericeus Nutt.
250. Lupinus honoratus C.P.Sm.
251. Lupinus horizontalis A.Heller
252. Lupinus hornemannii J.Agardh
253. Lupinus hortonianus C.P.Sm.
254. Lupinus hortorum C.P.Sm.
255. Lupinus howardii M.E.Jones
256. Lupinus howard-scottii C.P.Sm.
257. Lupinus huachucanus M.E.Jones
258. Lupinus huancayoensis C.P.Sm.
259. Lupinus huariacus C.P.Sm.
260. Lupinus huaronensis J.F.Macbr.
261. Lupinus huigrensis Rose ex C.P.Sm.
262. Lupinus humifusus Sessé & Moc. ex G.Don
263. Lupinus hyacinthinus Greene
264. Lupinus idoneus C.P.Sm.
265. Lupinus ignobilis C.P.Sm.
266. Lupinus imminutus C.P.Sm.
267. Lupinus insignis Glaz. ex C.P.Sm.
268. Lupinus insulae C.P.Sm.
269. Lupinus interruptus Benth.
270. Lupinus intortus C.P.Sm.
271. Lupinus inusitatus C.P.Sm.
272. Lupinus involutus C.P.Sm.
273. Lupinus jahnii Pittier ex C.P.Sm.
274. Lupinus jaimehintonianus B.L.Turner
275. Lupinus jamesonianus C.P.Sm.
276. Lupinus james-westii C.P.Sm.
277. Lupinus jean-julesii C.P.Sm.
278. Lupinus jelskianus C.P.Sm.
279. Lupinus johannis-howellii C.P.Sm.
280. Lupinus jonesii Rydb.
281. Lupinus juninensis C.P.Sm.
282. Lupinus kalenbornorum C.P.Sm.
283. Lupinus kellermanianus C.P.Sm.
284. Lupinus killipianus C.P.Sm.
285. Lupinus kingii S.Watson
286. Lupinus kunthii J.Agardh
287. Lupinus kuschei Eastw.
288. Lupinus lacus C.P.Sm.
289. Lupinus laevigatus Benth.
290. Lupinus lagunae-negrae C.P.Sm.
291. Lupinus lanatocarpus C.P.Sm.
292. Lupinus lanatus Benth.
293. Lupinus lapidicola A.Heller
294. Lupinus latifolius Lindl. ex J.Agardh
295. Lupinus laudandrus C.P.Sm.
296. Lupinus lechlerianus C.P.Sm.
297. Lupinus ledigianus C.P.Sm.
298. Lupinus lemmonii C.P.Sm.
299. Lupinus leonensis S.Watson
300. Lupinus lepidus Douglas ex Lindl.
301. Lupinus leptocarpus Benth.
302. Lupinus leptophyllus Cham. & Schltdl.
303. Lupinus lespedezoides C.P.Sm.
304. Lupinus lesueurii Standl.
305. Lupinus leucophyllus Douglas ex Lindl.
306. Lupinus lindleyanus J.Agardh
307. Lupinus linearis Desr.
308. Lupinus littoralis Douglas ex Lindl.
309. Lupinus lobbianus C.P.Sm.
310. Lupinus longifolius (S.Watson) Abrams
311. Lupinus longilabrum C.P.Sm.
312. Lupinus lorenzensis C.P.Sm.
313. Lupinus ludovicianus Greene
314. Lupinus luisanae N.Contr.-Ortiz & Jara
315. Lupinus luteolus Kellogg
316. Lupinus lutescens C.P.Sm.
317. Lupinus luteus L.
318. Lupinus lyallii A.Gray
319. Lupinus macbrideanus C.P.Sm.
320. Lupinus macranthus Rose
321. Lupinus maculatus Rydb.
322. Lupinus madrensis Seem.
323. Lupinus magdalenensis C.P.Sm.
324. Lupinus magnificus M.E.Jones
325. Lupinus magniflorus C.P.Sm.
326. Lupinus magnistipulatus Planchuelo & D.B.Dunn
327. Lupinus malacophyllus Greene
328. Lupinus malacotrichus C.P.Sm.
329. Lupinus maleopinatus C.P.Sm.
330. Lupinus mandonanus C.P.Sm.
331. Lupinus mantaroensis C.P.Sm.
332. Lupinus mariae-josephae H.Pascual
333. Lupinus marschallianus Sweet
334. Lupinus martensis C.P.Sm.
335. Lupinus martinetianus (C.P.Sm.) C.P.Sm.
336. Lupinus mathewsianus C.P.Sm.
337. Lupinus matucanicus Ulbr.
338. Lupinus mearnsii C.P.Sm.
339. Lupinus meionanthus A.Gray
340. Lupinus melaphyllus C.P.Sm.
341. Lupinus meridanus Moritz
342. Lupinus metensis C.P.Sm.
343. Lupinus mexicanus Cerv. ex Lag.
344. Lupinus michelianus C.P.Sm.
345. Lupinus microcarpus Sims
346. Lupinus microphyllus Desr.
347. Lupinus minimus Douglas
348. Lupinus mirabilis C.P.Sm.
349. Lupinus misticola Ulbr.
350. Lupinus mollendoensis Ulbr.
351. Lupinus mollis A.Heller
352. Lupinus monserratensis C.P.Sm.
353. Lupinus montanus Kunth
354. Lupinus monticola Rydb.
355. Lupinus muelleri Standl.
356. Lupinus multiflorus Desr.
357. Lupinus munzianus C.P.Sm.
358. Lupinus mutabilis Sweet
359. Lupinus nanus Douglas ex Benth.
360. Lupinus neglectus Rose
361. Lupinus nehmadae C.P.Sm.
362. Lupinus neocotus C.P.Sm.
363. Lupinus neomexicanus Greene
364. Lupinus nepubescens C.P.Sm.
365. Lupinus nevadensis A.Heller
366. Lupinus nipomensis Eastw.
367. Lupinus niveus S.Watson
368. Lupinus nonoensis C.P.Sm.
369. Lupinus nootkatensis Donn
370. Lupinus notabilis C.P.Sm.
371. Lupinus nubigenus Kunth
372. Lupinus nubilorum C.P.Sm.
373. Lupinus obscurus C.P.Sm.
374. Lupinus obtunsus C.P.Sm.
375. Lupinus obtusilobus A.Heller
376. Lupinus ochoanus C.P.Sm.
377. Lupinus octablomus C.P.Sm.
378. Lupinus odoratus A.Heller
379. Lupinus onustus S.Watson
380. Lupinus opertospicus C.P.Sm.
381. Lupinus oquendoanus C.P.Sm.
382. Lupinus oreganus A.Heller
383. Lupinus oreophilus Phil.
384. Lupinus ornatus Douglas ex Lindl.
385. Lupinus oscar-haughtii C.P.Sm.
386. Lupinus oscarii R.Bernal
387. Lupinus otto-buchtieni C.P.Sm.
388. Lupinus otto-kuntzeanus C.P.Sm.
389. Lupinus otuzcoensis C.P.Sm.
390. Lupinus ovalifolius Benth.
391. Lupinus pachanoanus C.P.Sm.
392. Lupinus pachitensis C.P.Sm.
393. Lupinus pachylobus Greene
394. Lupinus padre-crowleyi C.P.Sm.
395. Lupinus palaestinus Boiss.
396. Lupinus pallidus Brandegee
397. Lupinus palmeri S.Watson
398. Lupinus paniculatus Desr.
399. Lupinus paraguariensis Chodat & Hassl.
400. Lupinus paranensis C.P.Sm.
401. Lupinus paruroensis C.P.Sm.
402. Lupinus parviflorus Nutt. ex Hook. & Arn.
403. Lupinus parvifolius Gardner
404. Lupinus pasachoensis C.P.Sm.
405. Lupinus patulus C.P.Sm.
406. Lupinus paucartambensis C.P.Sm.
407. Lupinus paucovillosus C.P.Sm.
408. Lupinus pearceanus C.P.Sm.
409. Lupinus peirsonii H.Mason
410. Lupinus pendentiflorus C.P.Sm.
411. Lupinus penlandianus C.P.Sm.
412. Lupinus perblandus C.P.Sm.
413. Lupinus perbonus C.P.Sm.
414. Lupinus perennis L.
415. Lupinus perissophytus C.P.Sm.
416. Lupinus persistens Rose
417. Lupinus peruvianus Ulbr.
418. Lupinus pickeringii A.Gray
419. Lupinus pilosissimus M.Martens & Galeotti
420. Lupinus pilosus L.
421. Lupinus pinguis Ulbr.
422. Lupinus pipersmithianus J.F.Macbr.
423. Lupinus pisacensis C.P.Sm.
424. Lupinus piurensis C.P.Sm.
425. Lupinus platamodes C.P.Sm.
426. Lupinus plattensis S.Watson
427. Lupinus platyptenus C.P.Sm.
428. Lupinus polycarpus Greene
429. Lupinus polyphyllus Lindl.
430. Lupinus poopoensis C.P.Sm.
431. Lupinus popayanensis C.P.Sm.
432. Lupinus potosinus Rose
433. Lupinus praealtus C.P.Sm.
434. Lupinus praestabilis C.P.Sm.
435. Lupinus praetermissus C.P.Sm.
436. Lupinus pratensis A.Heller
437. Lupinus princei Harms
438. Lupinus proculaustrinus C.P.Sm.
439. Lupinus prostratus J.Agardh
440. Lupinus protrusus C.P.Sm.
441. Lupinus prouvensalanus C.P.Sm.
442. Lupinus prunophilus M.E.Jones
443. Lupinus pseudotsugoides C.P.Sm.
444. Lupinus pubescens Benth.
445. Lupinus pucapucensis C.P.Sm.
446. Lupinus pulloviridus C.P.Sm.
447. Lupinus pulvinaris Ulbr.
448. Lupinus punto-reyesensis C.P.Sm.
449. Lupinus puracensis C.P.Sm.
450. Lupinus purdieanus C.P.Sm.
451. Lupinus purosericeus C.P.Sm.
452. Lupinus purpurascens A.Heller
453. Lupinus pusillus Pursh
454. Lupinus puyupatensis C.P.Sm.
455. Lupinus pycnostachys C.P.Sm.
456. Lupinus quellomayus C.P.Sm.
457. Lupinus quercuum C.P.Sm.
458. Lupinus quitensis C.P.Sm.
459. Lupinus radiatus C.P.Sm.
460. Lupinus ramosissimus Benth.
461. Lupinus reflexus Rose
462. Lupinus regnellianus C.P.Sm.
463. Lupinus reitzii Burkart ex M.Pinheiro & Miotto
464. Lupinus revolutus C.P.Sm.
465. Lupinus rhodanthus C.P.Sm.
466. Lupinus richardianus C.P.Sm.
467. Lupinus rivetianus C.P.Sm.
468. Lupinus rivularis Douglas ex Lindl.
469. Lupinus romasanus Ulbr.
470. Lupinus roseolus Rydb.
471. Lupinus roseorum C.P.Sm.
472. Lupinus rotundiflorus M.E.Jones
473. Lupinus rowleeanus C.P.Sm.
474. Lupinus ruber A.Heller
475. Lupinus rubriflorus Planchuelo
476. Lupinus ruizensis C.P.Sm.
477. Lupinus rupestris Kunth
478. Lupinus rusbyanus C.P.Sm.
479. Lupinus russellianus C.P.Sm.
480. Lupinus sabinianus Douglas ex Lindl.
481. Lupinus sandiensis C.P.Sm.
482. Lupinus santanderensis C.P.Sm.
483. Lupinus sarmentosus Desr.
484. Lupinus saxatilis Ulbr.
485. Lupinus saxosus Howell
486. Lupinus seifrizianus C.P.Sm.
487. Lupinus sellowianus Harms
488. Lupinus sellulus Kellogg
489. Lupinus semiaequus C.P.Sm.
490. Lupinus semiprostratus C.P.Sm.
491. Lupinus semperflorens Hartw. ex Benth.
492. Lupinus sericatus Kellogg
493. Lupinus sericeus Pursh
494. Lupinus shockleyi S.Watson
495. Lupinus sierrae-blancae Wooton & Standl.
496. Lupinus simonsianus C.P.Sm.
497. Lupinus simulans Rose
498. Lupinus sinaloensis C.P.Sm.
499. Lupinus sitgreavesii S.Watson
500. Lupinus smithianus Kunth
501. Lupinus solanagrorum C.P.Sm.
502. Lupinus somaliensis Baker
503. Lupinus soratensis Rusby
504. Lupinus soukupianus C.P.Sm. ex J.F.Macbr.
505. Lupinus sparsiflorus Benth.
506. Lupinus spectabilis Hoover
507. Lupinus splendens Rose
508. Lupinus spruceanus C.P.Sm.
509. Lupinus staffordiae C.P.Sm.
510. Lupinus stipulatus J.Agardh
511. Lupinus stiversii Kellogg
512. Lupinus storkianus C.P.Sm.
513. Lupinus subcarnosus Hook.
514. Lupinus subcuneatus C.P.Sm.
515. Lupinus subhamatus C.P.Sm.
516. Lupinus sublanatus Eastw.
517. Lupinus submontanus Rose
518. Lupinus subsessilis Benth.
519. Lupinus subtomentosus C.P.Sm.
520. Lupinus subvexus C.P.Sm.
521. Lupinus succulentus Douglas ex W.D.J.Koch
522. Lupinus sufferrugineus Rusby
523. Lupinus suksdorfii B.L.Rob.
524. Lupinus sulphureus Douglas
525. Lupinus summersianus C.P.Sm.
526. Lupinus surcoensis C.P.Sm.
527. Lupinus syriggedes C.P.Sm.
528. Lupinus tacitus C.P.Sm.
529. Lupinus tafiensis C.P.Sm.
530. Lupinus talahuensis C.P.Sm.
531. Lupinus tarapacensis C.P.Sm.
532. Lupinus tarijensis Ulbr.
533. Lupinus tarmaensis C.P.Sm.
534. Lupinus tassilicus Maire
535. Lupinus tatei Rusby
536. Lupinus taurimortuus C.P.Sm.
537. Lupinus tauris Benth.
538. Lupinus tayacajensis C.P.Sm.
539. Lupinus tetracercophorus C.P.Sm.
540. Lupinus texensis Hook.
541. Lupinus tidestromii Greene
542. Lupinus tolimensis C.P.Sm.
543. Lupinus tomentosus DC.
544. Lupinus tominensis Wedd.
545. Lupinus toratensis C.P.Sm.
546. Lupinus tracyi Eastw.
547. Lupinus triananus C.P.Sm.
548. Lupinus truncatus Nutt. ex Hook. & Arn.
549. Lupinus tucumanensis C.P.Sm.
550. Lupinus ulbrichianus C.P.Sm.
551. Lupinus uleanus C.P.Sm.
552. Lupinus ultramontanus C.P.Sm.
553. Lupinus uncialis S.Watson
554. Lupinus uncinatus Schltdl.
555. Lupinus urcoensis C.P.Sm.
556. Lupinus urubambensis C.P.Sm.
557. Lupinus valerioi Standl.
558. Lupinus vallicola A.Heller
559. Lupinus vargasianus C.P.Sm.
560. Lupinus varicaulis C.P.Sm.
561. Lupinus variicolor Steud.
562. Lupinus velillensis C.P.Sm.
563. Lupinus velutinus Benth.
564. Lupinus venezuelensis C.P.Sm.
565. Lupinus ventosus C.P.Sm.
566. Lupinus verbasciformis Sandwith
567. Lupinus verjonensis C.P.Sm.
568. Lupinus vernicius Rose
569. Lupinus versicolor Sweet
570. Lupinus viduus C.P.Sm.
571. Lupinus vilcabambensis C.P.Sm.
572. Lupinus villosus Willd.
573. Lupinus visoensis J.F.Macbr.
574. Lupinus volubilis C.P.Sm.
575. Lupinus volutans Greene
576. Lupinus weberbaueri Ulbr.
577. Lupinus werdermannianus C.P.Sm.
578. Lupinus westianus Small
579. Lupinus wilkesianus C.P.Sm.
580. Lupinus william-lobbii C.P.Sm.
581. Lupinus williamsianus C.P.Sm.
582. Lupinus wyethii S.Watson
583. Lupinus xanthophyllus C.P.Sm.
584. Lupinus xenophytus C.P.Sm.
585. Lupinus yanahuancensis C.P.Sm.
586. Lupinus yaruahensis C.P.Sm.
587. Lupinus yaulyensis C.P.Sm.
588. Lupinus ynesiae C.P.Sm.
589. Lupinus ×alpestris A.Nelson
590. Lupinus ×cymba-egressus C.P.Sm.
591. Lupinus ×inyoensis A.Heller
592. Lupinus ×pseudopolyphyllus C.P.Sm.
593. Lupinus ×pureriae C.P.Sm.